# Pardasena punctilinea
Pardasena punctilinea är en fjärilsart som beskrevs av George Francis Hampson 1918. Pardasena punctilinea ingår i släktet Pardasena och familjen trågspinnare. Inga underarter finns listade i Catalogue of Life.